# AFC Challenge Cup 2010
AFC Challenge Cup 2010 był 3. edycją turnieju dla najmniej rozwiniętych piłkarskich państw AFC, tak zwanej "grupy powstającej". Przed rozpoczęciem każdej edycji rozgrywek AFC dokonuje podziału reprezentacji na 3 grupy: rozwinięte, rozwijające się i powstające. Rozgrywany był w dniach 16 - 27 lutego 2010. Uczestniczyło w nim 8 azjatyckich reprezentacji wyłonionych z kwalifikacji. Zwycięzca turnieju kwalifikuje się do Pucharu Azji.

## Stadiony
- Sugathadasa Stadium
- CR & FC Grounds

## Zespoły
- Sri Lanka - gospodarz/zwycięzca grupy D
- Indie - automatyczna kwalifikacja
- Korea Północna - automatyczna kwalifikacja
- Tadżykistan - automatyczna kwalifikacja
- Mjanma - zwycięzca grupy A
- Turkmenistan - zwycięzca grupy B
- Kirgistan - zwycięzca grupy C
- Bangladesz - najlepsza drużyna z 2. miejsca

## Wyniki

### Faza grupowa

#### Grupa A
| Reprezentacja | Pkt | M | W | R | P | Br+ | Br- | +/- |
| ------------- | --- | - | - | - | - | --- | --- | --- |
| Tadżykistan   | 6   | 3 | 2 | 0 | 1 | 7   | 3   | +4  |
| Mjanma        | 6   | 3 | 2 | 0 | 1 | 6   | 4   | +2  |
| Sri Lanka     | 3   | 3 | 1 | 0 | 2 | 4   | 7   | -3  |
| Bangladesz    | 3   | 3 | 1 | 0 | 2 | 3   | 6   | -3  |

| 16 lutego 2010 | Tadżykistan | 1:2 | Bangladesz | Sugathadasa Stadium, Colombo |
|                |             |     |            |                              |

| 16 lutego 2010 | Mjanma | 4:0 | Sri Lanka | Sugathadasa Stadium, Colombo |
|                |        |     |           |                              |

| 18 lutego 2010 | Sri Lanka | 1:3 | Tadżykistan | Sugathadasa Stadium, Colombo |
|                |           |     |             |                              |

| 18 lutego 2010 | Bangladesz | 1:2 | Mjanma | Sugathadasa Stadium, Colombo |
|                |            |     |        |                              |

| 20 lutego 2010 | Tadżykistan | 3:0 | Mjanma | CR & FC Grounds, Colombo |
|                |             |     |        |                          |

| 20 lutego 2010 | Sri Lanka | 3:0 | Bangladesz | Sugathadasa Stadium, Colombo |
|                |           |     |            |                              |

#### Grupa B
| Reprezentacja  | Pkt | M | W | R | P | Br+ | Br- | +/- |
| -------------- | --- | - | - | - | - | --- | --- | --- |
| Korea Północna | 7   | 3 | 2 | 1 | 0 | 8   | 1   | +7  |
| Turkmenistan   | 7   | 3 | 2 | 1 | 0 | 3   | 1   | +2  |
| Kirgistan      | 3   | 3 | 1 | 0 | 2 | 2   | 6   | -4  |
| Indie          | 0   | 3 | 0 | 0 | 3 | 1   | 6   | -5  |

| 17 lutego 2010 | Indie | 1:2 | Kirgistan | Sugathadasa Stadium, Colombo |
|                |       |     |           |                              |

| 17 lutego 2010 | Korea Północna | 1:1 | Turkmenistan | Sugathadasa Stadium, Colombo |
|                |                |     |              |                              |

| 19 lutego 2010 | Kirgistan | 0:4 | Korea Północna | Sugathadasa Stadium, Colombo |
|                |           |     |                |                              |

| 19 lutego 2010 | Turkmenistan | 1:0 | Indie | Sugathadasa Stadium, Colombo |
|                |              |     |       |                              |

| 21 lutego 2010 | Indie | 0:3 | Korea Północna | Sugathadasa Stadium, Colombo |
|                |       |     |                |                              |

| 21 lutego 2010 | Turkmenistan | 1:0 | Kirgistan | CR & FC Grounds, Colombo |
|                |              |     |           |                          |

### Faza pucharowa

#### Półfinały
| 24 lutego 2010 | Tadżykistan | 0:2 | Turkmenistan | Sugathadasa Stadium, Colombo |
|                |             |     |              |                              |

| 24 lutego 2010 | Korea Północna | 5:0 | Mjanma | Sugathadasa Stadium, Colombo |
|                |                |     |        |                              |

#### Mecz o 3. miejsce
| 27 lutego 2010 | Tadżykistan | 1:0 | Mjanma | Sugathadasa Stadium, Colombo |
|                |             |     |        |                              |

#### Finał
| 27 lutego 2010 | Turkmenistan | 1:1 k. 4:5 | Korea Północna | Sugathadasa Stadium, Colombo |
|                |              |            |                |                              |

| AFC Challenge Cup 2010  |
| ----------------------- |
| KOREA PÓŁNOCNA 1. TYTUŁ |

## Nagrody
| MVP           | Złoty But     | Fair Play      |
| ------------- | ------------- | -------------- |
| Ryang Yong-gi | Ryang Yong-gi | Korea Północna |

## Strzelcy
4 gole
- Ryang Yong-gi

3 gole
- Choe Chol-man

2 gole
- Pai Soe
- Choe Myong-ho
- Pak Song-chol
- Fathullo Fathullojew
- Numonjon Hakimov
- Yusuf Rabiev
- Ibrahim Rabimov
- Mämmedaly Garadanow

1 gol
- Enamul Hoque
- Mohamed Zahid Hossain
- Atiqur Rahman Meshu
- Denzil Franco
- Ildar Amirov
- Anton Zemlianuhin
- Kyaw Thi Ha
- Myo Min Tun
- Tun Tun Win
- Yan Paing
- Kim Seong-yong
- Pak Kwang-ryong
- Ri Chol-myong
- Philip Dalpethado
- Chathura Gunarathna
- Shafraz Kaiz
- S. Sanjeev
- Arslanmyrat Amanow
- Begli Nurmyradow
- Berdi Şamyradow
- Didargylyç Urazow